# Neotoma magister
Neotoma magister — вид гризунів з роду Neotoma. Колись вважалося, що це підвид Neotoma floridana, але масштабний аналіз ДНК довів, що це окремий вид.

## Морфологічна характеристика
N. magister майже не відрізняється від близькоспорідненого N. floridana, хоча в середньому трохи більший і часто з довшими вусами. Загальна довжина дорослих особин зазвичай коливається від 31 до 45 см, включаючи хвіст від 15 до 21 см. Самці в середньому важать 357 г, тоді як самиці трохи менші, в середньому важать 337 г. Хутро довге, м’яке, коричнево-сірого або коричневого кольору, а низ та лапи білі. Очі великі, а вуха голі. Хвости повністю вкриті волосками. Вуса надзвичайно довгі, зазвичай понад 5 см у довжину. З кожного боку розташовано ≈ 50 вусів, які складаються із суміші жорстких чорних волосків і більш м'яких білих.

## Середовище проживання й екологія
N. magister віддають перевагу скелястим виступам, пов'язаним з гірськими хребтами, таким як скелі, печери, осипи та навіть шахти. Здебільшого це стосується штатів Пенсільванія та Меріленд. У Вірджинії та Західній Вірджинії тварини зустрічаються на хребтах, а також на бічних схилах у печерах і осипах (валуни та обломи). Навколишній ліс зазвичай листяний. По всьому ареалу вони зустрічаються в змішаних сосново-дубових лісах, але вони також зустрічаються в ряді інших типів лісів, найчастіше з сумішшю листяних дерев.
Їхній раціон переважно складається з рослинних матеріалів, включаючи бруньки, листя, стебла, фрукти, насіння, жолуді та інші горіхи. Вони зберігають їжу в тайниках і з'їдають близько 5% своєї маси тіла на день. До хижаків належать сови, скунси, ласки, лисиці, єноти, рисі, великі змії та людина. У якийсь момент на N. magister полювали заради їжі, а іноді вбивали через помилкову ідентифікацію на основі схожості з більш проблемними європейськими пацюками.

## Поведінка
N. magister ведуть нічний спосіб життя, добуваючи їжу, збираючи їжу та матеріали для гніздування. Вони найбільш активні протягом ранньої частини ночі, приблизно через пів години після заходу сонця, і знову незадовго до світанку. Влітку самці мають територію близько 6,5 га, а самки — близько 2,5 га. Однак пізньої осені та взимку, коли свіжої їжі мало, вони різко скорочуються, і вони покладаються на свої сховища, щоб вижити. У такі часи домашні ареали можуть скорочуватися лише до 0,65 га.
Особи, як правило, агресивні по відношенню одна до одної, особливо коли конкурують за місця для гнізд, і, хоча ареали проживання можуть збігатися, кожна активно захищає своє лігво. Вони дуже рідко віддаляються від своїх домашніх територій. Вони також збирають і зберігають різні непродовольчі товари, такі як кришки від пляшок, мушлі равликів, монети, гільзи, пір'я та кістки. Ці щури утворюють невеликі колонії з ділянками гніздування, мережею підземних смуг і багатьма помітними вбиральнями. Вбиральні — це великі купи фекалій, які щури відкладають на захищених плоских скелях.

## Розмноження
На відміну від більшості інших гризунів, N. magister не є плідними. Сезон розмноження варіюється в межах їх ареалу, але в основному триває між березнем і жовтнем, і вони в середньому дають два-три посліди на рік. Вагітність триває від 30 до 36 днів і призводить до народження виводка від одного до чотирьох дитинчат (зазвичай двох).
Дитинчата народжуються безволосими і сліпими, вагою 15–17 г. Вони повністю покриваються шерстю через два тижні, а відкривають очі через три тижні. Вони живуть зі своїми матерями в гніздах, які складаються з трави, кори та подібних матеріалів, часто розташованих у відносно недоступних щілинах або виступах.
N. magister стають статевозрілими у віці трьох-чотирьох місяців і, як відомо, у дикій природі живуть до 58 місяців.